# Liste der Nummer-eins-Hits in Deutschland (1987)
Diese Liste enthält alle Nummer-eins-Hits in Deutschland im Jahr 1987. Es gab in diesem Jahr 13 Nummer-eins-Singles und elf Nummer-eins-Alben. 

## Singles
| ← 1986 ← | Liste der Nummer-eins-Hits in Deutschland | Liste der Nummer-eins-Hits in Deutschland | Liste der Nummer-eins-Hits in Deutschland                                                                       | 1988 →                    |
| \| Zeitraum \| Wo. ges. \| Interpret \| Titel Autor(en) \| Zusätzliche Informationen \| \| (Zeitraum, Wochen auf Platz eins, Interpret, Titel, Autor[en], zusätzliche Informationen) \| \| \| \| \| \| ----------------------------------------------------------------------------------------- \| -------- \| ---------------------------- \| --------------------------------------------------------------------------------------------------------------- \| ------------------------- \| \| 22. Dezember 1986 – 18. Januar 1987 4 Wochen \| 4 \| The Bangles \| Walk Like an Egyptian Liam Hillard Sternberg \| – \| \| 19. Januar 1987 – 8. Februar 1987 3 Wochen \| 3 \| Mel & Kim \| Showing Out (Get Fresh at the Weekend) Pete Waterman, Matthew James Aitken, Mike Stock \| – \| \| 9. Februar 1987 – 15. März 1987 5 Wochen \| 5 \| Richard Sanderson \| Reality Musik: Vladimir Cosma; Text: Jeff Jordan \| – \| \| 16. März 1987 – 12. April 1987 4 Wochen \| 4 \| Pierre Cosso & Bonnie Bianco \| Stay Musik: Guido de Angelis, Maurizio de Angelis; Text: Cesare de Natale \| – \| \| 13. April 1987 – 26. April 1987 2 Wochen \| 2 \| Mel & Kim \| Respectable Pete Waterman, Matthew James Aitken, Mike Stock \| – \| \| 27. April 1987 – 10. Mai 1987 2 Wochen \| 2 \| John Farnham \| You’re the Voice Anthony Adrian Mendi Qunta, Maggie Ryder, Keith Stuart Brian Reid, Christopher Hamlet Thompson \| – \| \| 11. Mai 1987 – 14. Juni 1987 5 Wochen \| 5 \| Madonna \| La Isla Bonita Patrick Raymond Leonard, Madonna L. Ciccone, Bruce R. Gaitsch \| – \| \| 15. Juni 1987 – 19. Juli 1987 5 Wochen \| 5 \| Whitney Houston \| I Wanna Dance with Somebody (Who Loves Me) George Robert Merrill, Shannon Rubicam \| – \| \| 20. Juli 1987 – 30. August 1987 6 Wochen \| 6 \| Pet Shop Boys \| It’s a Sin Neil Francis Tennant, Chris Lowe \| – \| \| 31. August 1987 – 4. Oktober 1987 5 Wochen \| 5 \| Desireless \| Voyage, voyage Jean-Michel Rivat, Dominique Albert Jacques Dubois \| – \| \| 5. Oktober 1987 – 25. Oktober 1987 3 Wochen \| 3 \| Rick Astley \| Never Gonna Give You Up Pete Waterman, Matthew James Aitken, Mike Stock \| – \| \| 26. Oktober 1987 – 6. Dezember 1987 6 Wochen \| 6 \| Bee Gees \| You Win Again Barry Alan Gibb, Maurice Ernest Gibb, Robin Hugh Gibb \| – \| \| 7. Dezember 1987 – 10. Januar 1988 5 Wochen \| 5 \| Rick Astley \| Whenever You Need Somebody Pete Waterman, Matthew James Aitken, Mike Stock \| – \| |                                           |                                           | |                           |
| ← 1986 |                                           |                                           | | → 1988 →                  |
| Zeitraum | Wo. ges.                                  | Interpret                                 | Titel Autor(en)                                                                                                 | Zusätzliche Informationen |
| (Zeitraum, Wochen auf Platz eins, Interpret, Titel, Autor[en], zusätzliche Informationen) |                                           |                                           | |                           |
| 22. Dezember 1986 – 18. Januar 1987 4 Wochen | 4                                         | The Bangles                               | Walk Like an Egyptian Liam Hillard Sternberg                                                                    | –                         |
| 19. Januar 1987 – 8. Februar 1987 3 Wochen | 3                                         | Mel & Kim                                 | Showing Out (Get Fresh at the Weekend) Pete Waterman, Matthew James Aitken, Mike Stock                          | –                         |
| 9. Februar 1987 – 15. März 1987 5 Wochen | 5                                         | Richard Sanderson                         | Reality Musik: Vladimir Cosma; Text: Jeff Jordan                                                                | –                         |
| 16. März 1987 – 12. April 1987 4 Wochen | 4                                         | Pierre Cosso & Bonnie Bianco              | Stay Musik: Guido de Angelis, Maurizio de Angelis; Text: Cesare de Natale                                       | –                         |
| 13. April 1987 – 26. April 1987 2 Wochen | 2                                         | Mel & Kim                                 | Respectable Pete Waterman, Matthew James Aitken, Mike Stock                                                     | –                         |
| 27. April 1987 – 10. Mai 1987 2 Wochen | 2                                         | John Farnham                              | You’re the Voice Anthony Adrian Mendi Qunta, Maggie Ryder, Keith Stuart Brian Reid, Christopher Hamlet Thompson | –                         |
| 11. Mai 1987 – 14. Juni 1987 5 Wochen | 5                                         | Madonna                                   | La Isla Bonita Patrick Raymond Leonard, Madonna L. Ciccone, Bruce R. Gaitsch                                    | –                         |
| 15. Juni 1987 – 19. Juli 1987 5 Wochen | 5                                         | Whitney Houston                           | I Wanna Dance with Somebody (Who Loves Me) George Robert Merrill, Shannon Rubicam                               | –                         |
| 20. Juli 1987 – 30. August 1987 6 Wochen | 6                                         | Pet Shop Boys                             | It’s a Sin Neil Francis Tennant, Chris Lowe                                                                     | –                         |
| 31. August 1987 – 4. Oktober 1987 5 Wochen | 5                                         | Desireless                                | Voyage, voyage Jean-Michel Rivat, Dominique Albert Jacques Dubois                                               | –                         |
| 5. Oktober 1987 – 25. Oktober 1987 3 Wochen | 3                                         | Rick Astley                               | Never Gonna Give You Up Pete Waterman, Matthew James Aitken, Mike Stock                                         | –                         |
| 26. Oktober 1987 – 6. Dezember 1987 6 Wochen | 6                                         | Bee Gees                                  | You Win Again Barry Alan Gibb, Maurice Ernest Gibb, Robin Hugh Gibb                                             | –                         |
| 7. Dezember 1987 – 10. Januar 1988 5 Wochen | 5                                         | Rick Astley                               | Whenever You Need Somebody Pete Waterman, Matthew James Aitken, Mike Stock                                      | –                         |

## Alben
| ← 1986 ← | Liste der Nummer-eins-Alben in Deutschland | Liste der Nummer-eins-Alben in Deutschland | Liste der Nummer-eins-Alben in Deutschland | 1988 →                    |
| \| Zeitraum \| Wo. ges. \| Interpret \| Titel \| Zusätzliche Informationen \| \| (Zeitraum, Wochen auf Platz eins, Interpret, Titel, zusätzliche Informationen) \| \| \| \| \| \| ------------------------------------------------------------------------------ \| -------- \| --------------- \| ----------------------- \| ------------------------- \| \| 22. Dezember 1986 – 4. Januar 1987 2 Wochen (insgesamt 10) \| 10 \| Tina Turner \| Break Every Rule \| – \| \| 5. Januar 1987 – 18. Januar 1987 2 Wochen \| 2 \| Engelbert \| Träumen mit Engelbert \| – \| \| 19. Januar 1987 – 1. Februar 1987 2 Wochen (insgesamt 10) \| 10 \| Tina Turner \| Break Every Rule \| – \| \| 2. Februar 1987 – 22. Februar 1987 3 Wochen \| 3 \| Deep Purple \| The House of Blue Light \| – \| \| 23. Februar 1987 – 8. März 1987 2 Wochen \| 2 \| Joe Cocker \| Definite \| – \| \| 9. März 1987 – 10. Mai 1987 9 Wochen \| 9 \| Jennifer Rush \| Heart over Mind \| – \| \| 11. Mai 1987 – 21. Juni 1987 6 Wochen \| 6 \| U2 \| The Joshua Tree \| – \| \| 22. Juni 1987 – 6. September 1987 11 Wochen \| 11 \| Whitney Houston \| Whitney \| – \| \| 7. September 1987 – 13. September 1987 1 Woche \| 1 \| Madonna \| Who’s That Girl \| – \| \| 14. September 1987 – 25. Oktober 1987 6 Wochen (insgesamt 11) \| 11 \| Michael Jackson \| Bad \| – \| \| 26. Oktober 1987 – 20. Dezember 1987 8 Wochen \| 8 \| Bee Gees \| E.S.P \| – \| \| 21. Dezember 1987 – 17. Januar 1988 4 Wochen \| 4 \| Rondò Veneziano \| Misteriosa Venezia \| – \| |                                            |                                            |                                            |                           |
| ← 1986 |                                            |                                            |                                            | → 1988 →                  |
| Zeitraum | Wo. ges.                                   | Interpret                                  | Titel                                      | Zusätzliche Informationen |
| (Zeitraum, Wochen auf Platz eins, Interpret, Titel, zusätzliche Informationen) |                                            |                                            |                                            |                           |
| 22. Dezember 1986 – 4. Januar 1987 2 Wochen (insgesamt 10) | 10                                         | Tina Turner                                | Break Every Rule                           | –                         |
| 5. Januar 1987 – 18. Januar 1987 2 Wochen | 2                                          | Engelbert                                  | Träumen mit Engelbert                      | –                         |
| 19. Januar 1987 – 1. Februar 1987 2 Wochen (insgesamt 10) | 10                                         | Tina Turner                                | Break Every Rule                           | –                         |
| 2. Februar 1987 – 22. Februar 1987 3 Wochen | 3                                          | Deep Purple                                | The House of Blue Light                    | –                         |
| 23. Februar 1987 – 8. März 1987 2 Wochen | 2                                          | Joe Cocker                                 | Definite                                   | –                         |
| 9. März 1987 – 10. Mai 1987 9 Wochen | 9                                          | Jennifer Rush                              | Heart over Mind                            | –                         |
| 11. Mai 1987 – 21. Juni 1987 6 Wochen | 6                                          | U2                                         | The Joshua Tree                            | –                         |
| 22. Juni 1987 – 6. September 1987 11 Wochen | 11                                         | Whitney Houston                            | Whitney                                    | –                         |
| 7. September 1987 – 13. September 1987 1 Woche | 1                                          | Madonna                                    | Who’s That Girl                            | –                         |
| 14. September 1987 – 25. Oktober 1987 6 Wochen (insgesamt 11) | 11                                         | Michael Jackson                            | Bad                                        | –                         |
| 26. Oktober 1987 – 20. Dezember 1987 8 Wochen | 8                                          | Bee Gees                                   | E.S.P                                      | –                         |
| 21. Dezember 1987 – 17. Januar 1988 4 Wochen | 4                                          | Rondò Veneziano                            | Misteriosa Venezia                         | –                         |

## Jahreshitparaden
| ← 1986 ← | Liste der Jahres-Nummer-eins-Hits in Deutschland | Liste der Jahres-Nummer-eins-Hits in Deutschland | Liste der Jahres-Nummer-eins-Hits in Deutschland | 1988 →   |
| \| Singles \| Position# \| Alben \| \| ---------------------------------------------------------------------------------------------------------------------------- \| --------- \| -------------------------------- \| \| Voyage, voyage Desireless Jean-Michel Rivat, Dominique Albert Jacques Dubois \| 1 \| The Joshua Tree U2 \| \| La Isla Bonita Madonna Patrick Raymond Leonard, Madonna L. Ciccone, Bruce R. Gaitsch \| 2 \| Heart over Mind Jennifer Rush \| \| It’s a Sin Pet Shop Boys Chris Lowe, Neil Francis Tennant \| 3 \| Break Every Rule Tina Turner \| \| You Want Love (Maria, Maria...) Mixed Emotions Drafi Deutscher \| 4 \| Whitney Whitney Houston \| \| I Wanna Dance with Somebody (Who Loves Me) Whitney Houston George Robert Merrill, Shannon Rubicam \| 5 \| Graceland Paul Simon \| \| You’re the Voice John Farnham Anthony Adrian Mendi Qunta, Maggie Ryder, Keith Stuart Brian Reid, Christopher Hamlet Thompson \| 6 \| Invisible Touch Genesis \| \| Reality Richard Sanderson Musik: Vladimir Cosma; Text: Jeff Jordan \| 7 \| True Blue Madonna \| \| Crockett’s Theme Jan Hammer \| 8 \| Bad Michael Jackson \| \| Stay Bonnie Bianco & Pierre Cosso Guido de Angelis, Maurizio de Angelis, Cesare de Natale, Susan Duncan Smith \| 9 \| Tango in the Night Fleetwood Mac \| \| Sweet Sixteen Billy Idol \| 10 \| Träumen mit Engelbert Engelbert \| |                                                  |                                                  |                                                  |          |
| ← 1986 |                                                  |                                                  |                                                  | → 1988 → |
| Singles | Position#                                        | Alben                                            |                                                  |          |
| Voyage, voyage Desireless Jean-Michel Rivat, Dominique Albert Jacques Dubois | 1                                                | The Joshua Tree U2                               |                                                  |          |
| La Isla Bonita Madonna Patrick Raymond Leonard, Madonna L. Ciccone, Bruce R. Gaitsch | 2                                                | Heart over Mind Jennifer Rush                    |                                                  |          |
| It’s a Sin Pet Shop Boys Chris Lowe, Neil Francis Tennant | 3                                                | Break Every Rule Tina Turner                     |                                                  |          |
| You Want Love (Maria, Maria...) Mixed Emotions Drafi Deutscher | 4                                                | Whitney Whitney Houston                          |                                                  |          |
| I Wanna Dance with Somebody (Who Loves Me) Whitney Houston George Robert Merrill, Shannon Rubicam | 5                                                | Graceland Paul Simon                             |                                                  |          |
| You’re the Voice John Farnham Anthony Adrian Mendi Qunta, Maggie Ryder, Keith Stuart Brian Reid, Christopher Hamlet Thompson | 6                                                | Invisible Touch Genesis                          |                                                  |          |
| Reality Richard Sanderson Musik: Vladimir Cosma; Text: Jeff Jordan | 7                                                | True Blue Madonna                                |                                                  |          |
| Crockett’s Theme Jan Hammer | 8                                                | Bad Michael Jackson                              |                                                  |          |
| Stay Bonnie Bianco & Pierre Cosso Guido de Angelis, Maurizio de Angelis, Cesare de Natale, Susan Duncan Smith | 9                                                | Tango in the Night Fleetwood Mac                 |                                                  |          |
| Sweet Sixteen Billy Idol | 10                                               | Träumen mit Engelbert Engelbert                  |                                                  |          |